# 모세육경
모세육경(-六經, Hexateuch) 혹은 간단하게 육경(六經)은 구약성경의 처음 여섯 권, 즉 토라 (모세오경)와 여호수아기를 가리킨다.

## 개요
육경이라는 용어는 1870년대부터 주로 아브라함 쿠에넨과 율리우스 벨하우젠의 연구 결과로 학술 분야에서 사용되기 시작했다. 요한 고트프리트 아이히호른, 빌헬름 데 베테, 카를 하인리히 그라프, 아브라함 쿠에넨, 테오도르 뇔데케, 존 윌리엄 콜렌소 등의 연구를 이어서, 벨하우젠은 그의 저서 《Prolegomena zur Geschichte Israels》에서 여호수아기가 북부 야훼 문서 (기원전 950년경)의 일부였으며, 신명기 역사가 (기원전 650–621년경)에 의해 JE 문서에서 분리되어 판관기, 열왕기, 사무엘기와 함께 신명기 역사에 편입되었다고 주장했다.
이러한 통일성의 이유는 다른 문서 전통의 존재 추정 외에도, 텍스트의 서사 표면 아래에 깔려 있는 주제적 관심사의 비교에서 비롯된다. 예를 들어, 여호수아기는 모세부터 여호수아까지 이어지는 지도력의 연속성을 강조한다. 또한, 이스라엘 백성을 약속의 땅으로 이끌겠다는 하나님의 약속이 성취되는 여호수아기의 주제는 이스라엘 백성이 약속의 땅 경계에 도달하여 진입할 준비를 마치면서 끝나는 모세오경의 주제적 내용과 상호 보완적이다.
여호수아기가 "육경"으로써 토라를 완성한다는 주장은, (1901년에서 1906년 사이에 편찬된) 《유대 백과사전》의 편찬자들이 표현한, 모세오경 자체가 완전한 저작이라는 구전 랍비 전통을 따르는 학자들의 견해와 대조될 수 있다. 이 주장은 또한 에두아르트 마이어 (1855–1930)가 제시한 견해와도 대조될 수 있는데, 그는 육경 자체가 존재했던 적이 없으며, 율법 (즉, 토라), 여호수아, 판관기, 사무엘, 열왕기가 모두 함께 하나의 위대한 역사적 저작을 형성했다고 보았다.

## 같이 보기
- 모세오경
- 칠경: 육경에 판관기를 더한 것
- 팔경 (성경): 룻기를 포함
- 문서가설
- 마르틴 노트
- 모세 제6경과 제7경